# カトレーン・ワイス
カトレーン・ワイス（Kathleen Weiß、1984年2月2日 - ）は、ドイツの女子バレーボール選手。シュヴェリーン（当時の東ドイツ）出身。ポジションはセッター。元ドイツ代表。

## 来歴
2003年にドイツ代表に初選出され、同年のワールドグランプリでデビューした。2005年から本格的に国際大会へ参戦し、
セカンドセッターとして、2006年の世界選手権などに出場した。
2009年からは正セッターとして、同年のワールドグランプリで同国を7年ぶりに銅メダルへ導き、ヨーロッパ選手権でも
4位に入った。2010年の世界選手権では7位入賞を果たした。2010-11シーズンはアゼルバイジャンリーグのイトゥサチ
でプレーし、佐野優子とチームメイトであった。2011年9月のヨーロッパ選手権では銀メダルを獲得し、ワールドカップに出場した。

## 球歴
- 2006年 - 世界選手権（11位）
- 2009年 - ワールドグランプリ（3位）
- 2010年 - 世界選手権（7位）
- 2011年 - 欧州選手権（準優勝）
- 2011年 - ワールドカップ（6位）
- 2013年 - 欧州選手権（2位）

## 所属クラブ
- シュベリナーSC （1993年-2000年）
- 1.VCパルヒム （2000-2003年）
- シュベリナーSC （2003年-2008年）
- デラ・マルティネス・アムステルフェーン（2008-2009年）
- デスパー・ペルージャ（2009-2010年）
- イトゥサチ・バクー（2010-2011年）
- コネリアーノ（2011年）
- キエーリ（2011-2012年）
- バレー・ベルガモ （2012-2014年）
- VKプロスチェヨフ（2014-2016年）
- Tauron Banimex MKS Dąbrowa Górnicza（2016-2017年）
- VKプロスチェヨフ（2017-2018年）
- VC Maritza（2018-2019年）
- VSV Havel Oranienburg（2019-2020年）
- Stralsunder Wildcats（2022-2023年）